# Leptolalax nyx
Leptolalax nyx  — вид жаб родини азійських часничниць (Megophryidae).

## Поширення
Цей вид є ендеміком провінції  Хазянг у В'єтнамі.

## Опис
У первинному описі 7 самців досягали 26-30 мм і 3 самиці завдовжки 36 і 42 мм.

## Етимологія
Цей вид названий на честь грецької богині ночі Нікс, через нічний спосіб життя виду.